# Département de La Viña

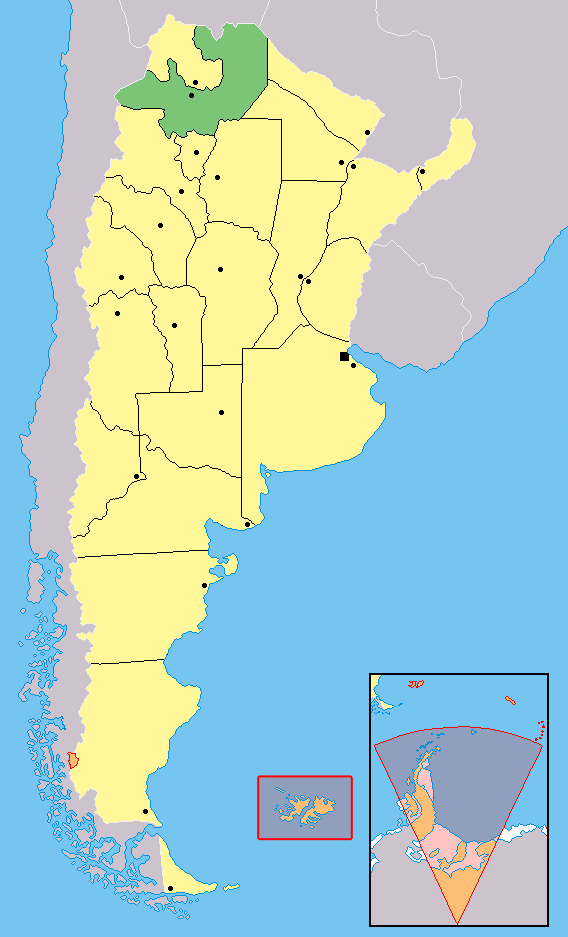
Localisation de la province de Salta en Argentine

Le département de La Viña est une des 23 subdivisions de la province de Salta, en Argentine. Son chef-lieu est la petite ville de La Viña.
Le département a une superficie de 2 152 km2. Sa population s'élevait à 7 152 habitants en 2001 et sa densité à 3,3 hab./km2.

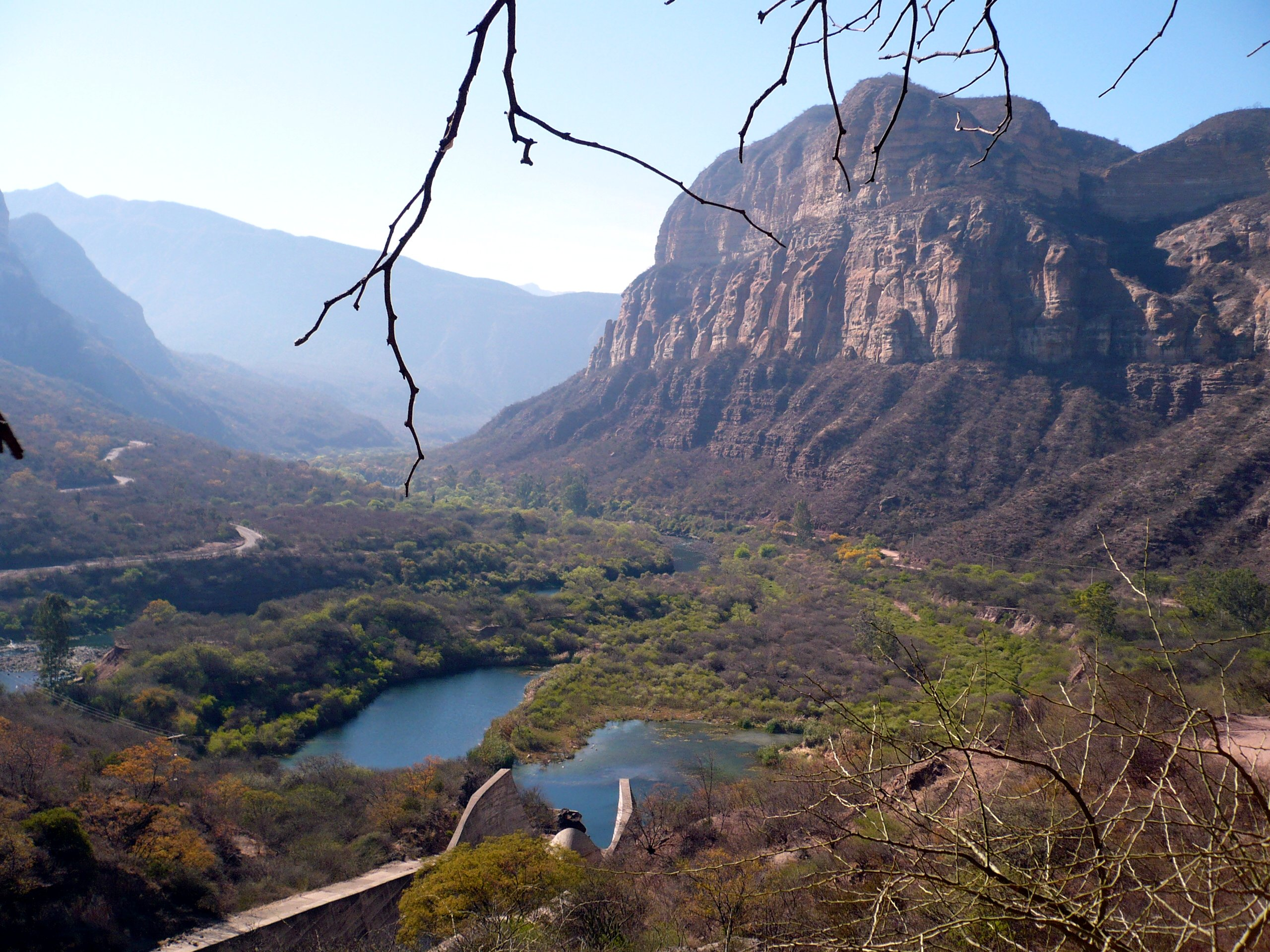
Coronel Moldes

## Localités
- Coronel Moldes
- La Viña, chef-lieu
- Talapampa
- Cabra Corral